# Déclaration d'Istanbul sur le trafic d'organes et le tourisme de transplantation
La Déclaration d'Istanbul a été créée lors du Sommet d'Istanbul sur le trafic d'organes et le tourisme de transplantation, qui a eu lieu du 30 avril au 1er mai 2008 à Istanbul, en Turquie. La Déclaration met en lumière les questions relatives au tourisme de transplantation, à la vente et au trafic d'organes. Elle fournit des directives éthiques encadrant le don et la transplantation d'organes. Depuis la création de la déclaration, plus de 100 pays ont renforcé leurs lois luttant contre le commerce illégal d'organes, comme Israël, les Philippines et le Pakistan.

## Histoire
En raison de la pénurie générale d'organes pour les transplantations d'une part, et de la facilité de plus en plus grande qu'apporte le moyen de communication qu'est Internet, le trafic d'organes et le tourisme de transplantation sont devenus des problèmes d'échelle mondiale. Ces pratiques constituent une part estimée à 10 % des transplantations d'organes qui sont effectuées chaque année dans le monde. Le trafic d'organes, le tourisme de transplantation et le marché en découlant menacent de minimiser les pratiques nobles basées sur la donation volontaire, telles qu'elles sont répandues dans de nombreux pays, généralement développés. Les cas de trafic d'organes concernent de façon générale les populations vulnérables dans les pays pauvres en ressources (réfugiés analphabètes et pauvres, sans-papiers, les prisonniers, et politiques ou économiques), qui deviennent une source majeure d'organes pour les riches patients-touristes pouvant se permettre de voyager et d'acheter des organes.

## Le Sommet d'Istanbul
Ces pratiques contraires à l'éthique ont fait l'objet d'un sommet qui s'est déroulé à Istanbul du 30 avril au 1er mai 2008. Les intervenants, tels que la Société de Transplantation (TTS)  et la Société internationale de néphrologie (ISN), ont débattu des issues à donner à de telles pratiques. Les délibérations ont abouti à la Déclaration d'Istanbul sur le trafic d'organes et le tourisme de transplantation. Le Sommet d'Istanbul et la Déclaration font tous deux suite à la résolution WHA57.18 adoptée par l'Assemblée Mondiale de la Santé en 2004, qui invitait instamment les États membres à «prendre des mesures pour protéger les groupes les plus pauvres et vulnérables du tourisme de transplantation et de la vente de tissus et organes, en prêtant également attention au problème plus vaste du trafic international de tissus et d'organes humains ».

## Contenu de la Déclaration d'Istanbul
La Déclaration souligne que le trafic d'organes et le tourisme de transplantation devraient être interdits parce qu'ils violent les principes d'équité, de justice et de respect de la dignité humaine. De même, la Déclaration établit que le marché de transplantations conduit inexorablement à l'iniquité et de l'injustice car il vise particulièrement des donneurs  pauvres et autres groupes vulnérables.
Bien que la résolution de l'Assemblée mondiale de la santé votée en 2004 n'affichait aucune ambiguïté quant à son objection au trafic d'organes et au tourisme de transplantation, une description complète de ces pratiques contraires à l'éthique demeurait nécessaire. Le trafic d'organes, le tourisme de transplantation et le marché de transplantation sont désormais statués par la Déclaration, qui fournit désormais un cadre à ces définitions.
La Déclaration d'Istanbul distingue tourisme de transplantation et voyage pour transplantation. Le voyage pour transplantation est le déplacement d'organes, des donateurs, de bénéficiaires ou de professionnels de la transplantation à travers les frontières à des fins de transplantation. Un Voyage pour transplantation devient du tourisme de transplantation si (1) il est question de trafic d'organe et/ou de marché de transplantations; (2) les ressources (organes, les professionnels et les centres de transplantation) destinées aux greffes aux patients de l'extérieur d'un pays nuisent à la capacité du pays à fournir les services de transplantation pour sa propre population.
Les voyages de receveur dans des pays étrangers pour subir une transplantation ne sont pas tous contraires à l'éthique. Un voyage pour transplantation peut être éthique si les conditions suivantes sont remplies:
Dans le cas d'une greffe provenant d'un donneur vivant:
(1) Si le bénéficiaire possède la double citoyenneté et souhaite subir une greffe d'un donneur vivant qui est un membre de sa famille, mais réside dans un pays  qui ne est pas celui de leur résidence;
(2) si le donneur et le receveur sont génétiquement liés et souhaitent subir une transplantation dans un pays qui n'est pas celui de leur résidence.
Dans le cas d'une greffe provenant d'un donneur décédé:
(1) si des programmes officiels réglementés bilatéraux ou multilatéraux de partage d'organes existent entre ou parmi les juridictions, dans le cas où ces programmes se basent sur des échanges réciproques entre les juridictions.